# 趙埈
兖冲惠王趙埈（1196年7月25日—1196年9月9日），南宋皇子。
宋朝第十三代（南宋第四任）皇帝宋宁宗赵扩的次子，生母恭淑皇后韩氏，庆元二年（1196年）六月廿八丙子出生，八月十五壬戌薨逝。追封兖王，谥号冲惠。宋宁宗有九子（长子未命名），但都不满周岁夭折，宋宁宗晚年，其祖父宋孝宗子孙绝嗣，遂先后选定赵询（太子）、赵竑（镇王）、赵昀（宋理宗）三个远支宗室的继承人。